# Partito Popolare Liberale (1893)

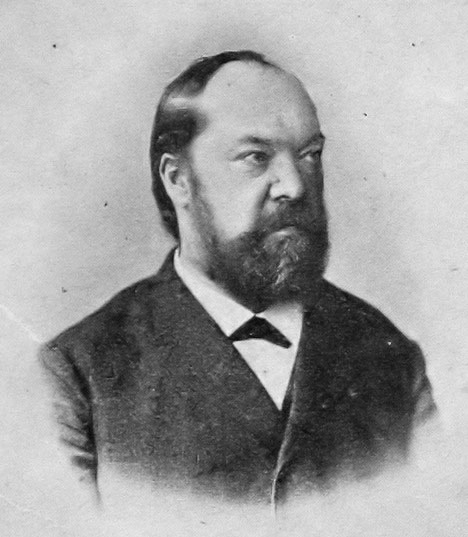
Eugen Richter, leader indiscusso del partito fino alla sua morte

Il Partito popolare liberale ( FVp - in tedesco: Freisinnige Volkspartei) fu un partito liberale attivo durante l'Impero tedesco che nacque da una scissione all'interno del Partito Liberale Tedesco nel 1893 e si fuse nel Partito Popolare Progressista nel 1910. Fu l'erede del Partito del Progresso Tedesco.
Il partito, dominato da Eugen Richter, fu critico nei confronti del governo e per questo fu definito di sinistra, ma allo stesso tempo era liberale dal punto di vista economico.

## Origine
Le tensioni all'interno del Partito Liberale tedesco, che esistevano sin dall'inizio, tra l'ala sinistra composta degli ex progressisti e l'ala destra degli ex secessionisti vennero a galla il 6 maggio 1893 quando, in opposizione all'indicazione ricevuta, Georg von Siemens e altri cinque membri del gruppo liberale votarono nel Reichstag a favore di un disegno di legge sull'esercito del cancelliere Leo von Caprivi. Subito dopo il voto, il capogruppo parlamentare Eugen Richter chiese che i sei dissidenti fossero espulsi dal gruppo parlamentare. Benché la mozione abbia incontrato una feroce opposizione, alla fine venne adottata con un voto di 27 a 22. Nel frattempo i fronti si erano talmente induriti che pochi giorni dopo altri ex secessionisti, come Ludwig Bamberger, Theodor Barth, Heinrich Rickert e Karl Schrader, ed un gruppo di vecchi progressisti intorno ad Albert Hänel dichiararono le loro dimissioni dal partito e formarono l'Associazione Liberale con i dissidenti. Ciò che restava dell'ala sinistra del partito, ossia l'area intorno a Richter, fondò il Partito Popolare Liberale che, da quel momento in poi costituì il più grande dei due partiti liberali di sinistra ed a cui aderirono la maggior parte dei circoli locali del Partito Liberale.

## Struttura
Leader del partito fu Eugen Richter, che lo guidò dal 1893 al 1906. In linea teorica, all'interno del partito, fu garantita la democrazia, ma in pratica l'opinione di Richter fu decisivo sia in termini di programmi che di organico. I congressi e l'esecutivo del partito (chiamato "comitato del partito") non ebbero praticamente alcuna influenza.
Nel biennio 1895/96 il partito contò 379 sedi locali. Le aree nevralgiche furono la Sassonia, la Prussia (in particolare Berlino, la Slesia e la Prussia orientale) e le piccole città-stato della Germania settentrionale e centrale. Il partito riuscì in gran parte a mantenere il seguito ereditato dal suo predecessore, tuttavia non raggiunse quasi mai nuove classi sociali. Gli elettori ed i membri provennero prevalentemente da ambienti piccolo-borghese e dal ceto medio mercantile ed industriale. Vi furono, inoltre, alcuni grandi agricoltori e proprietari terrieri liberali, nonché membri della classe media istruita.
Il Partito Popolare Liberale collaborò con il Partito Popolare Tedesco, con il quale pubblicò per la prima volta un appello elettorale congiunto nel 1893. In questo modo giunsero a 24 mandati, mentre nel 1898 a 29; nel 1903 a 21 e nel 1907 a 28.

## Programma
Nel 1894, il Partito Popolare Liberale adottò il suo programma di partito. Nel documento auspicava, tra l'altro, l'introduzione del diritto di voto, completamente democratico, per l'elezione del Reichstag anche nei singoli Stati. Si impegnò per la parlamentarizzazione dell'Impero. Chiese anche un'indennità parlamentare ed una divisione più equa dei collegi elettorali. Infine, ma non meno importante, puntò all'adozione annuale del bilancio dell'esercito. L'aumento delle spese per l'esercito venne sistematicamente respinto. Inizialmente il partito fu altrettanto critico nei confronti della politica coloniale e della costruzione della flotta.
In termini di politica economica, l'intervento statale doveva essere limitato. D'altra parte il partito auspicava che i sindacati fossero riconosciuti per legge e chiedeva la promozione delle organizzazioni di mutuo soccorso e l'abolizione dei privilegi dei grandi proprietari terrieri. Richter si schierò a favore di una politica liberale di libero scambio (v. liberalismo di Manchester).
L'attuazione di questo programma non sarebbe stato possibile senza la cooperazione con altre forze come l'SPD o l'ala sinistra del Centro. Richter, tuttavia, rifiutò di seguire questa strada.

## Dopo l'era Richter
Il successore di Richter fu Hermann Müller-Sagan dal 1906, tuttavia rimase sempre una figura debole. Al suo posto l'uomo forte fu Otto Fischbeck, che in seguito divenne presidente. Dopo la morte di Richter i comitati di partito ebbero maggiore influenza. In termini di contenuti vi fu un'inverione di tendenza, infatti il partito approvò la legge governativa sulla flotta e la politica coloniale. Inoltre entrò a far parte del Blocco Bülow.
Il Comitato Centrale mantenne fermamente la linea di Richter sulla collaborazione politica con gli altri partiti. Una minoranza, al contrario, chiese l'unione con l'Associazione Liberale. Successivamente, a quest'ultima si aggiunse la maggioranza del gruppo parlamentare del Reichstag ed un numero crescente di circoli locali.
Una prima collaborazione avvenne nelle elezioni del Reichstag del 1907. Il 6 marzo 1910 i partiti liberali di sinistra Partito Popolare Liberale, Associazione Liberale e Partito popolare tedesco (DtVP) si unirono a Berlino per formare il Partito popolare progressista.

## Membri Importanti
- Otto Fischbeck
- Carl Ludwig Funck
- Hugo Hermes
- Julius Kopsch
- Paul Langerhans
- Maria Lischnewska
- Ernst Müller-Meiningen
- Hermann Müller-Sagan
- Ludolf Parisius
- Eugen Richter
- Reinhart Schmidt-Elberfeld
- Fritz Schneider
- Paul Sommer
- Gustav Stresemann[1]
- Otto Wiemer